# 健康政策局
健康政策局（けんこうせいさくきょく、英語: Health Policy Bureau）は、厚生省に置かれていた内部部局。厚生労働省発足に伴い医政局へ再編された。
保健医療行政の基本的な政策の企画・立案、保健医療の普及・向上、医療の指導・監督、医療金融公庫などを所管していた。

## 組織
- 総務課
保健医療に関する基本的政策の企画、立案及び調整。医療法の施行。社会福祉・医療事業団の指導監
- 指導課
医療機関の整備改善。救急医療体制及びへき地医療体制。医療機関の経営管理の改善に関する企画、指導及び奨励。医療計画
- 医事課
保健医療関係者の身分及び業務の指導監督並びにその確保及び資質の向上
- 歯科保健課
歯科医師法、歯科衛生士法等の施行。歯科保健医療の普及向上
- 看護課
保健婦助産婦看護婦法の施行
- 経済課
医薬品等産業の指導・育成。医薬品等の価格及び流通に関する調査。薬事工業生産動態統計調査
- 研究開発振興課
医薬品等の研究開発に係る先端技術の振興。医薬品副作用被害救済・研究振興調査機構の指導監督（基礎的研究業務、研究振興業務及び希少疾病用医薬品等開発振興業務に関するもの）。薬用植物の栽培及び生産に関すること

## 局長
| 氏名       | 就任年月日     |
| ---------- | -------------- |
| 吉崎正義   | 1984年07月01日 |
| 竹中浩治   | 1985年08月27日 |
| 仲村英一   | 1987年09月25日 |
| 長谷川慧重 | 1990年06月29日 |
| 古市圭治   | 1991年07月09日 |
| 寺松尚     | 1992年10月01日 |
| 谷修一     | 1995年01月10日 |
| 小林秀資   | 1998年07月07日 |
| 伊藤雅治   | 1999年08月31日 |